# Викерс F.B.9
Викерс F.B.9 (енгл. Vickers F.B.9) је британски ловачки авион. Први лет авиона је извршен 1916. године. 

Највећа брзина у хоризонталном лету је износила 132 km/h. Размах крила је био 10,28 метара а дужина 8,66 метара. Маса празног авиона је износила 478 килограма а нормална полетна маса 865 килограма. Био је наоружан са једним митраљезом Луис или Викерс.

## Наоружање
| Наоружање авиона: Викерс       |     |
| Ватрено (стрељачко) наоружање  |     |
| Топ                            |     |
| Митраљез                       |     |
| Број и ознака митраљеза        | 1   |
| Калибар                        | 7,7 |
| Бомбардерско наоружање (бомбе) |     |
| Ракетно наоружање (ракете)     |     |